# Агиос Симеон
А̀гиос Симео̀н (на гръцки: Άγιος Συμεών; на турски: Avtepe) е село в Кипър, окръг Фамагуста. Според статистическата служба на Северен Кипър през 2011 г. селото има 119 жители.
Де факто е под контрола на непризнатата Севернокипърска турска република.